# Walter Hellman
Walter Hellman (* 15. Juni 1916 in Gamla Nordsjö, Schweden; † 28. Juli 1975 in Panama City, Bay County, Florida) war ein Weltmeister im Dame-Spiel.

## Leben
Hellman wurde 1916 in Gamla Nordsjö, Schweden, geboren und zog 1926 mit seiner Familie nach Gary (Indiana). Er starb 1975.

## Checkers
Hellman war der bisher (Stand: 2014) am längsten amtierende Weltmeister im Damespiel (Version: Checkers Three-Move Restriction). Er hielt den Titel von 1948 bis 1955 und von 1958 bis zu seinem Tod 1975. Er stand unerreicht neunmal im Finale der Weltmeisterschaft und verlor nur eines: 1955 gegen Marion Tinsley.